# La Blanchisseuse (Chardin)
Pour les articles homonymes, voir La Blanchisseuse.
La Blanchisseuse, ou Une petite femme s'occupant à savonner, est un tableau réalisé par Chardin et conservé au musée de l'Ermitage de Saint-Pétersbourg. 
L'œuvre est signée en haut à gauche Chardin. Elle provient de la collection Crozat achetée dans sa majeure partie par Catherine II sur les conseils de Diderot, en 1772. Elle appartient à la première partie des scènes de genre peintes par Chardin entre 1733 et  1740.
Elle représente dans un intérieur paysan une jeune blanchisseuse en coiffe blanche occupée à laver son linge dans un baquet. Vêtue d'une robe bleue recouverte d'un caraco jaune-brun et d'un tablier blanc, elle regarde vers la gauche. Cette scène intime et tendre est éclairée grâce à la porte du fond ouverte sur une lingère vue de dos  occupée à suspendre son linge. Un petit garçonnet assis sur une chaise est en train de faire une bulle de savon. Derrière lui, un chat somnole.
Il existe deux autres tableaux de Chardin représentant cette même scène : celle du Nationalmuseum de Stockholm (37,5 × 42,5 cm) qui est signée au centre sur le tabouret qui soutient le baquet. Elle a été exposée au Salon de 1737 et gravée par Cochin en 1739. Une troisième version (35 × 41 cm), qui faisait partie de la collection Henri de Rothschild, a été détruite pendant la Seconde Guerre mondiale.